# Ärans män
Ärans män (engelsk originaltitel: Glory) är en amerikansk Oscarbelönad historisk drama- och krigsfilm från 1989, baserad på de historiska händelserna kring regementet 54th Massachusetts Volunteer Infantry under amerikanska inbördeskriget. Regementet var en av de första formella enheterna i USA:s armé som utgjordes helt av afroamerikaner (förutom dess officerare). Filmen regisserades av Edward Zwick med Matthew Broderick, Denzel Washington, Cary Elwes, Morgan Freeman och Andre Braugher i huvudrollerna.
Filmen har vunnit tre Oscar för bästa manliga biroll (Denzel Washington), bästa foto (Freddie Francis) och bästa ljud. Den nominerades även i kategorierna bästa scenografi och bästa klippning men förlorade mot Batman respektive Född den fjärde juli. Filmen hade premiär 15 december 1989 i USA och 13 april 1990 i Sverige.

## Handling
Filmen inleds med den nyligen befordrade kaptenen Robert Gould Shaw (Matthew Broderick) i slaget vid Antietam, 17 september 1862. Hans grupp utplånas nästan helt hållet och han fastnar mellan gevärs- och kanoneld. Han faller ned och svimmar intill en död soldat. Senare väcks han av den svarte dödgrävaren John Rawlins (Morgan Freeman). Trots händelsen vid Antietam utnämns Shaw till befälhavare över det första svarta regementet – 54th Massachusetts. Med tvekan antar han jobbet och utnämner sin barndomsvän Cabot Forbes (Cary Elwes) som sin närmaste befälhavare. Deras förste volontär är en annan vän till Shaw – den utbildade, litterära, frie svarte mannen Thomas Searles (Andre Braugher).
Senare ansluter hundratals män till regementet, bland andra John Rawlins, en arrogant förrymd slav vid namn Trip (Denzel Washington) och den unge frie svarte mannen Jupiter Sharts (Jihmi Kennedy). I armélägret delar Thomas, Rawlins, Trip och Sharts tält tillsammans med en stum trumslagarpojke. Shaw får snart reda på att svarta män som tillfångatas när de strider mot Konfederationen ska med omedelbar verkan återsättas som slavar. Vidare ska svarta som tillfångatas iförda en federal uniform hängas med omedelbar verkan. Även vita officerare som leder svarta regementen mot Konfederationen kommer avrättas. Efter vetskapen om detta ger Shaw sina soldater och Forbes chans att lämna regementet. Men till hans förvåning väljer alla att stanna.
Shaw anlitar sergeant Mulcahy, en tuff amerikan med irländskt ursprung, för att träna soldaterna ordentligt inför de kommande slagen. Snart samlas även soldaterna för att avlönas. När de inser att de får 10 dollar istället för de utlovade 13 på grund av att de är ett färgat regemente river de sina lönelappar i protest. För att visa sympati med sina underordnade gör även Shaw likaså. Innan de lämnar Massachusetts marscherar regementet iförda nya uniformer genom Bostons gator inför Frederick Douglass och guvernör Andrew.
Innan de marscherar söderut befordrar Shaw Rawlins till fanjunkare vilket gör honom till den högst rankade underofficeraren i regementet. Soldaterna blir frustrerade när deras enda uppgift är hårt manuellt arbete utan att få strida samt missaktningen de vita soldaterna visar dem. Till slut får de deltaga i ett slag, i vilket de trycker tillbaka en attack från Konfederationen. Inte långt senare efter det anmäler Shaw 54th Massachusetts som frivillig att leda anfallet på Fort Wagner.
De stormar mot Fort Wagner och möts av hård kanoneld. De tar skydd bakom sanddyner och ligger kvar i skyddet fram till mörkret faller på. Shaw leder anfallet vidare mot nästa dyna men möts av rebeller högre upp som skjuter ned mot dem. Shaw ser den amerikanska flaggan på marken och ställer sig upp för att samla männen och driva dem framåt. Han skjuts snabbt till döds. Med Forbes och Rawlings i spetsen stormar regementet fortet men möts av ännu fler kanoner och soldater inne i fortet. Alla skjuts till synes av gevärs- och kanoneld. Filmen avslutas med det ointagna fortet och framför det begravs de döda soldaterna från 54th Massachusetts i massgravar. Regementet förlorade hälften av manskapet den dagen men deras insats ledde till att många fler svarta regementen skapades. Fort Wagner erövrades aldrig under kriget.

## Rollista (i urval)
- Matthew Broderick – Överste Robert Gould Shaw
- Denzel Washington – Menige Silas Trip
- Cary Elwes – Major Cabot Forbes
- Morgan Freeman – John Rawlins
- Jihmi Kennedy – Menige Jupiter Sharts
- Andre Braugher – Furir Thomas Searles
- Cliff DeYoung – Överste James Montgomery
- Alan North – Guvernör John Albion Andrew
- Peter Michael Goetz – Francis Shaw
- Bob Gunton – General Charles Garrison Harker
- Jay O. Sanders – General George Crockett Strong
- John Finn – Sergeant Mulcahy
- RonReaco Lee – Stum trumpojke
- Donovan Leitch – Kapten Charles Fessenden Morse
- Raymond St. Jacques – Frederick Douglass
- Richard Riehle – Kvartersmästare Kendric
- JD Cullum – Henry Sturgis Russell
- Christian Baskous – Edward L. Pierce
- Jane Alexander – Sarah Blake Sturgis Shaw (okrediterad)

## Filmmusik
James Horner komponerade filmmusiken som framfördes av Boys Choir of Harlem. Ett av de mest populära spåren är Charging Fort Wagner som är en omarbetning av Carl Orffs O Fortuna. Musiken spelas när regementet stormar fortet i filmen.

## Oscar
Filmen nominerades i fem kategorier och vann tre:
- Oscar för bästa manliga biroll - Denzel Washington
- Oscar för bästa foto - Freddie Francis
- Oscar för bästa ljud - Donald O. Mitchell, Gregg C. Rudloff, Elliot Tyson och Russell Williams II
- Nominerad för bästa scenografi - Norman Garwood (art director) och Garrett Lewis (dekor)
- Nominerad för bästa klippning - Steven Rosenblum